# Gemengd bedrijf

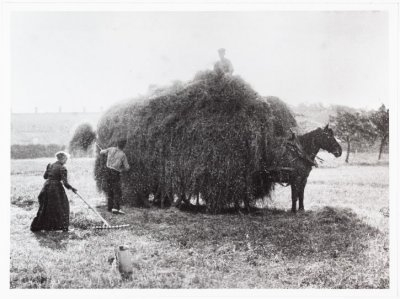
Een hoogkar wordt volgeladen met hooi dat aan het vee gevoederd zal worden, foto genomen in 1904 te Tilburg door Henri Berssenbrugge.

Een gemengd bedrijf is een agrarisch bedrijf waarin zowel akkerbouw als veeteelt plaatsvindt. Afhankelijk van de omstandigheden kan het accent verschillend liggen.
Het gemengd bedrijf kwam traditioneel vooral voor in het pleistocene deel van Nederland en België waar de grond betrekkelijk arm en zandig was. De zeekleigebieden kenden vooral akkerbouw en de laaggelegen delen voornamelijk veeteelt. Wel hadden akkerbouwbedrijven vaak enige levende have, maar dat was vooral voor eigen gebruik. In de eenentwintigste eeuw komt het gemengd bedrijf vooral voor in ontwikkelingslanden.

## Accent op akkerbouw
In vroeger eeuwen stond in het gemengd bedrijf de veeteelt in dienst van de akkerbouw. Boeren hielden koeien, en ook schapen, vooral voor de mest, waarmee de zandgrond enigszins vruchtbaar gehouden werd. Het vee werd ook tijdens het weideseizoen in de potstal gehouden om de mestproductie zo groot mogelijk te doen zijn. De landbouwproducten waren nodig voor eigen gebruik op het bedrijf en in de naaste omgeving, door het ontbreken van adequate transportmogelijkheden was het afzetgebied klein. De oogst bestond uit graangewassen als rogge, haver en gerst en verder uit boekweit, spurrie, erwten, bonen en wortelen.

## Accent op veeteelt
Het accent veranderde toen aan het begin van de 20e eeuw kunstmest beschikbaar kwam, waardoor de mestbehoefte afnam. Bovendien waren inmiddels vele nieuwe wegen en kanalen aangelegd met als gevolg enerzijds stijgende concurrentie met dalende graanprijzen, maar anderzijds grotere afzetgebieden. De akkerbouw kwam meer en meer in dienst te staan van de veeteelt. Landbouwproducten bleven op het eigen bedrijf om te worden vervoederd, aangevuld met ingekocht veevoeder. Tot de voedergewassen die werden geoogst behoorden voederbieten, maar ook rogge en haver, en stoppelgewassen zoals spurrie en knolrapen. Hiernaast waren er uiteraard weiden en werd er ook hooi en stro geoogst. Hooi was niet alleen voor eigen gebruik, maar het werd ook verhandeld, vooral als voer voor de paarden die aanvankelijk nog een belangrijk deel van de trekkracht leverden.
Men ging ook dierlijke producten voor de markt produceren en leverde melk, koeien, varkens, kippen en eieren. Feitelijk waren het toen al moderne bedrijven geworden. Het coöperatief inkopen van kunstmest en veevoeder speelde bij deze ontwikkeling een belangrijke rol.

## Het einde
Gedurende de tweede helft van de 20e eeuw werd de landbouw verregaand gerationaliseerd en trad schaalvergroting op. Het aantal landbouwbedrijven daalde en de overgebleven bedrijven gingen zich steeds verder specialiseren. De intensieve veehouderij deed haar intrede en het voer werd in steeds grotere mate vanuit de gehele wereld aangevoerd, onder meer via de haven van Rotterdam.
Het proces van specialisatie gaat nog steeds door, er bestaan inmiddels varkensfokbedrijven, vleesvarkensbedrijven, legkippenbedrijven en vleeskippenbedrijven, melkveebedrijven en vleesveebedrijven. Het minimale aantal dieren per bedrijf neemt nog steeds toe, terwijl het aantal bedrijven navenant afneemt. Deze bedrijven opereren vrijwel onafhankelijk van de bodem en zijn bijna identiek aan industriële ondernemingen, zij het dan dat de productiemiddelen uit levende wezens bestaan. Naast ethische vraagstukken brengt dit ook enige afhankelijkheid van de natuur mee, namelijk het gevaar van veeziektes.
Al zijn mest verwerkende bedrijven in opkomst, het overgrote deel van de dierlijke mest moet nog op landbouwgrond worden uitgereden. De overheid heeft daartoe zogenaamde gebruiksnormen opgesteld die aangeven hoeveel stikstof en fosfaat totaal per hectare per jaar uitgereden mag worden. Op grond van de oppervlakte beteelde landbouwgrond wordt voor elk bedrijf jaarlijks de toegestane omvang van de veestapel berekend. Om deze reden houden veel bedrijven landbouwgrond aan. Echte gemengde bedrijven zijn het niet meer. Ze verbouwen noodgedwongen snijmais om dat samen met kuilgras aan hun vee te voeren.